# Deu manaments
|  | Per a altres significats, vegeu «Els deu manaments (desambiguació)». |

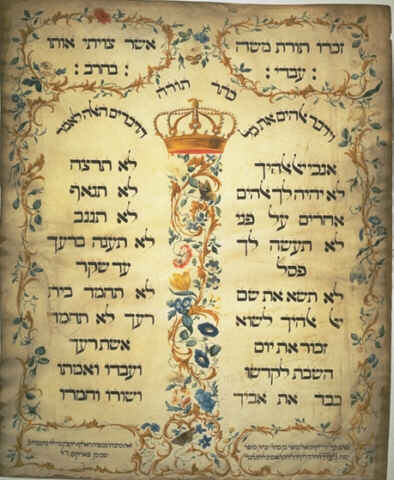
Deu Manaments de Jekuthiel Sofer, 1768

Els Deu Manaments o el Decàleg són un conjunt de lleis religioses i morals de les religions abrahàmiques, donades per Déu als israelites a una muntanya referida com el Mont Sinaí o l'Horeb. La Bíblia ho descriu com que van ser dits per Déu a aquells que estaven presents al Sinaí i posteriorment com escrits pel dit de Déu en dues taules de pedra, que Déu donà a Moisès. Els manaments estan registrats a Èxode 20:2-17 i Deuteronomi 5:6-21. La paraula «decàleg» prové del grec δέκα λόγοι o dekalogoi (deu paraules), la traducció de l'hebreu rabínic עשרת הדברות, Asséret ha-Dibbrot, i de l'hebreu bíblic עשרת הדברים, Asséret ha-Devarim, que signifiquen ‘deu pronunciacions’, la qual cosa basa la seva divisió en 10 parts.
Els Deu Manaments identifiquen la seva font com el Senyor, que dirigí l'Èxode; els prohibí tenir d'altres déus davant d'ell i fer ídols; amenaça amb el càstig aquells que el neguen i promet amor per a aquells que l'estimen; prohibeix la blasfèmia del seu nom; demana observar el Sàbat i honrar els pares; prohibeix l'assassinat, l'adulteri, el furt, el fals testimoni o cobejar els béns d'un altre.
L'esquema de dividir els passatges en 10 unitats varia sensiblement entre les religions i les denominacions, així com la seva traducció, interpretació i significat.

## La Revelació al Sinaí

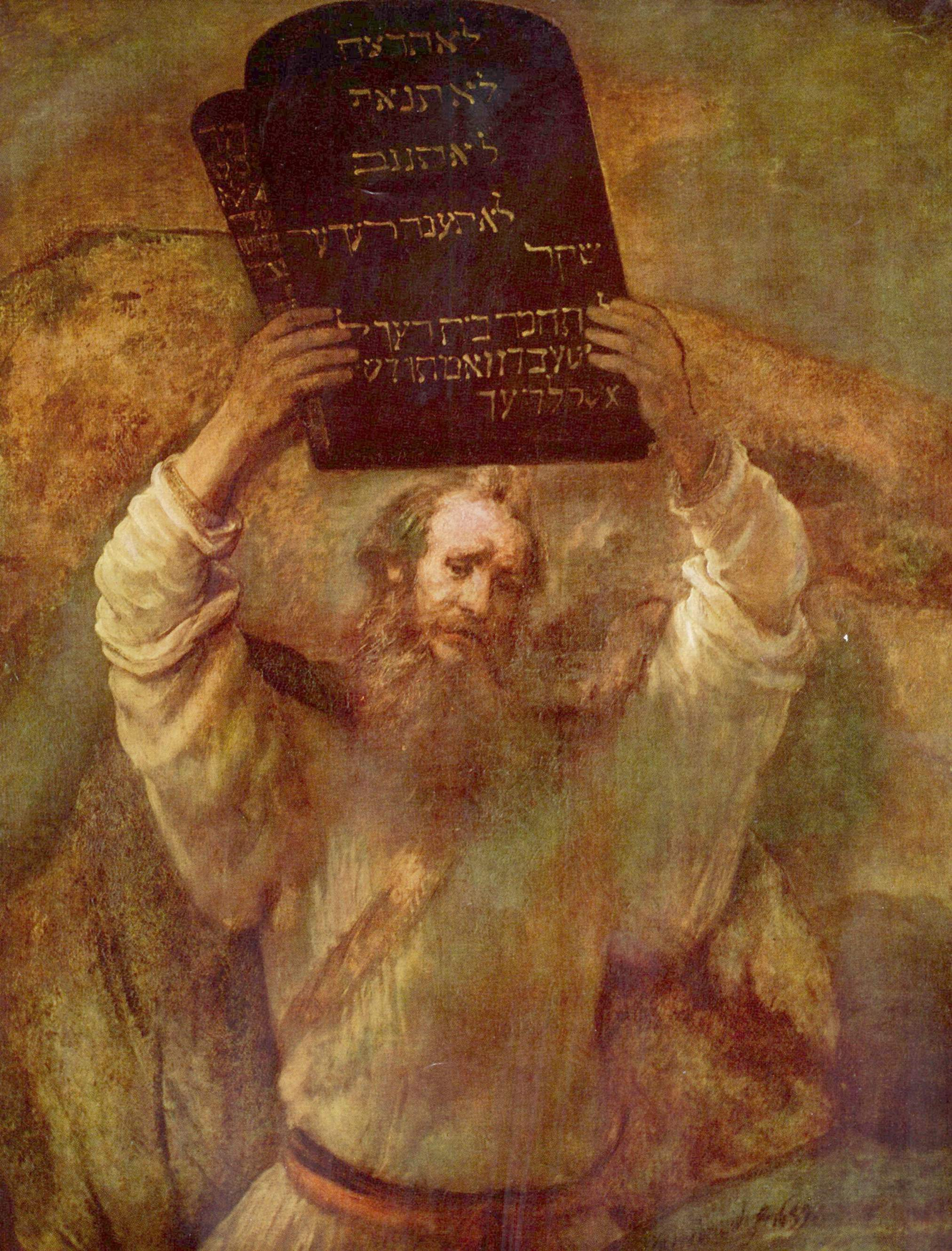
"Moisès rep els Deu Manaments", per Rembrandt (1659)

La narració bíblica descriu a Moisès estant-se «quaranta dies i quaranta nits» al cim del mont Sinaí, on rebé la Revelació del Senyor. Moisès va transmetre els Manaments de Déu als fills d'Israel durant el tercer mes després de la sortida d'Egipte. Després de tres dies de preparatius al peu de la muntanya.
D'acord amb la tradició jueva, la Revelació del Senyor al mont Sinaí és un moment crític en la confirmació del pacte entre Déu i Israel, i un dels moments més importants de la història jueva i del món. Els historiadors es divideixen en la localització del Sinaí i si totes les tribus que posteriorment formarien el Regne de David estaven presents; mentre que alguns simplement es qüestionen si la Revelació succeí com a tal.
Els Deu Manaments van ser revelats a Moisès i als jueus al Sinaí, juntament amb una sèrie de lleis convencionalment anomenades el Llibre de l'Aliança. Aquestes lleis no són referides fins a Èxode 24, 7 (Després va prendre el document de l'aliança i el llegí al poble) i després a Èxode 24, 12 (Puja cap a mi a la muntanya i estigues allí, que et donaré les taules de pedra amb la Llei i els manaments que hi he escrit per a instruir els israelites) com les dues parts de la Revelació.
Mentre que Moisès rebia els Deu Manaments i el Codi de l'Aliança, els fills d'Israel van fer que Aaron construís un vedell d'or, i ell va aixecar un altar davant l'estàtua, i el poble l'adorà. Després de quaranta dies, Moisès baixà de la muntanya amb Josuè, i quan es va acostar al campament i veié el vedell i la gent que ballava, es va indignar; llançà les taules que duia a la mà i les trencà al peu de la muntanya Després dels fets narrats als capítols 32 i 33, el Senyor digué a Moisès: Talla't dues taules de pedra com les primeres que has trencat: jo hi escriuré els manaments que hi havia en les primeres. Aquesta part de l'Èxode és una versió resumida de l'Aliança, que els historiadors anomenen el "Decàleg Ritual" o el "Petit Codi de l'Aliança".

## Els dos textos dels Deu Manaments
La llista coneguda com "els Deu Manaments" apareix en dos llibres de la Bíblia: a l'Èxode 20, 2-17 i al Deuteronomi 5, 6-21. Diversos grups religiosos els citen diferentment.
D'acord amb la tradició jueva, el text de l'Èxode 20, 2-17 constitueix la primera vegada que Déu els recita i els grava en dues taules, que Moisès presenta als fills d'Israel que havien abandonat Egipte i que destrueix en descobrir el vedell d'or. El text de Deuteronomi 5, 6-20 consisteix en la narració que fa Moisès a la generació nascuda durant la travessa del desert, després de la revelació del Sinaí, i abans d'entrar a la terra de Canaan
| Èxode 20, 2–17 | Deuteronomi 5, 6–21 |
| --- | --- |
| ² Jo sóc el Senyor, el teu Déu, que t'he fet sortir del país d'Egipte, la terra on eres esclau. 3 No tinguis cap altre déu fora de mi | ⁶ Jo sóc el Senyor, el teu Déu, que t'he fet sortir del país d'Egipte, la terra on eres esclau. 7 No tinguis cap altre déu fora de mi. |
| 4 No et fabriquis ídols; no et facis cap imatge del que hi ha dalt al cel, aquí baix a la terra o en les aigües d'aquí baix. ⁵ No els adoris ni els donis culte, perquè jo, el Senyor, el teu Déu, sóc el Déu-gelós: demano comptes als fills de les culpes dels pares fins a la tercera i la quarta generació dels qui no m'estimen. ⁶ Però, per als qui m'estimen i guarden els meus preceptes, mantinc el meu amor durant un miler de generacions.                                                                                                   | 8 No et fabriquis ídols; no et facis cap imatge del que hi ha dalt al cel, aquí baix a la terra o en les aigües de sota la terra. ⁹ No els adoris ni els donis culte, perquè jo, el Senyor, el teu Déu, sóc el Déu-gelós: demano comptes als fills de les culpes dels pares fins a la tercera i la quarta generació dels qui no m'estimen. ¹⁰ Però, per als qui m'estimen i guarden els meus preceptes, mantinc el meu amor durant un miler de generacions. |
| 7 No juris en fals pel nom del Senyor, el teu Déu, perquè jo, el Senyor, no tinc per innocent el qui jura en fals pel meu nom. | 11 No juris en fals pel nom del Senyor, el teu Déu, perquè jo, el Senyor, no tinc per innocent el qui jura en fals pel meu nom. |
| 8 Recorda't de consagrar-me el repòs del dissabte. ⁹ Tens sis dies per a treballar i fer totes les feines que calgui, ¹⁰ però el dia setè és el dia de repòs, dedicat al Senyor, el teu Déu. No facis cap treball ni tu, ni el teu fill, ni la teva filla, ni el teu esclau, ni la teva esclava, ni cap dels teus animals, ni l'immigrant que resideix a la teva ciutat. 11 Perquè en sis dies el Senyor va fer el cel, la terra, el mar i tot el que s'hi mou, però el dia setè va reposar: per això el Senyor ha beneït el dissabte i l'ha consagrat. | 12 Observa el repòs del dissabte, consagra-me'l, com t'ha manat el Senyor, el teu Déu. 13 Tens sis dies per a treballar i fer totes les feines que calgui, ¹⁴ però el dia setè és el dia de repòs, dedicat al Senyor, el teu Déu. No facis cap treball, ni tu, ni el teu fill, ni la teva filla, ni el teu esclau, ni la teva esclava, ni el teu bou, ni el teu ase, ni cap dels teus animals, ni l'immigrant que resideix a la teva ciutat. Així el teu esclau i la teva esclava podran reposar igual que tu. 15 Recorda't que eres esclau al país d'Egipte i que el Senyor, el teu Déu, te'n va fer sortir amb mà forta i braç poderós: per això el Senyor, el teu Déu, et mana de respectar el repòs del dissabte. |
| 12 Honra el pare i la mare. Així tindràs llarga vida en el país que et dona el Senyor, el teu Déu. | ¹⁶ Honra el pare i la mare, com t'ha manat el Senyor, el teu Déu. Així tindràs llarga vida i seràs feliç en el país que et dona el Senyor, el teu Déu. |
| 13 No matis. | 17 No matis. |
| ¹⁴ No cometis adulteri. | 18 No cometis adulteri. |
| 15 No robis. | 19 No robis. |
| ¹⁶ No acusis ningú falsament. | 20 No acusis ningú falsament. |
| 17 No desitgis la casa d'un altre. No desitgis la seva dona, ni el seu esclau, ni la seva esclava, ni el seu bou, ni el seu ase, ni res del que li pertany. | 21 No desitgis la dona d'un altre. No cobegis la casa d'un altre, ni el seu camp, ni el seu esclau, ni la seva esclava, ni el seu bou, ni el seu ase, ni res del que li pertany. |

D'acord amb els historiadors crítics, cadascuna de les versions va ser escrita per un autor diferent i en moments diferents durant la història dels regnes de Judà i Israel, o durant l'exili de Babilònia.
A més, entre ambdós textos existeixen algunes diferències:
| Èxode 20, 2–17                                                                   | Deuteronomi 5, 6–21                                        |
| -------------------------------------------------------------------------------- | ---------------------------------------------------------- |
| Déu dona els manaments                                                           | Moisès recorda la Llei                                     |
| El repòs del dissabte està fonamentat en la Creació (Déu va descansar al 7è dia) | El repòs té un vessant social: la persona ha de descansar. |
| La dona és una possessió més del marit.                                          | La dona és considerada socialment.                         |

Resumits, els Deu Manaments són:
1. Estimaràs Déu sobre totes les coses.
2. No diràs el nom de Déu en va.
3. Santificaràs les festes.
4. Honraràs pare i mare.
5. No mataràs.
6. No faràs accions impures.
7. No robaràs.
8. No diràs falsos testimonis ni mentides.
9. No consentiràs pensaments ni desitjos impurs.
10. No desitjaràs els béns del teu proïsme.

## Interpretacions crítiques històriques
Les fonts tradicionals jueves assumeixen que la Torà és obra d'un únic autor i que té una narrativa coherent. D'acord amb aquestes fonts tradicionals, Èxode 20 representa la primera inscripció de Déu dels deu manaments. Més important encara, es revelà tot un cos legislatiu a Moisès i als fills d'Israel al Sinaí i durant la seva estada al desert. A més, els fills d'Israel posseeixen aquesta llei quan totes les tribus entren al país de Canaan, formant una aliança de tribus fins a la creació del Regne als voltants del 1000 aC.
Estudiosos crítics, especialment aquells de l'alta crítica, argumenten que les duplicitats narratives són una prova important de l'autoria múltiple. El debat està si totes les tribus d'Israel estaven esclavitzades a Egipte, o si l'aliança tribal es formà amb tribus d'origen divers. També proposen que la Torà no va ser redactat com un text unificat fins a l'època de l'exili a Babilònia al 569 aC. A més, diverses parts de la llei van penetrar a la cultura israelita en èpoques separades. La influència de fragments del Llibre dels Morts en alguns fragments i no d'altres reforçaria aquesta hipòtesi d'autoria múltiple.
Els investigadors estan dividits davant la interpretació d'aquests texts. La forma clàssica de la crítica clàssica va ser la hipòtesi documental de Julius Wellhausen, publicades per primera vegada el 1878. Wellhausen argumentà que la Torà contenia 3 extractes de llei que van ser compostos en diferents moments de la història d'Israel: un extracte Iahvista/eloista (a partir dels noms emprats per Déu, el Iahvista està generalment associat amb el Regne de Judà i l'Eloista amb el Regne d'Israel), en un moment en què hi havia múltiples altars i santuaris i poca distinció entre laics i clergues; una font Deuteronomista, composta a la cort del rei Josies (649-609 aC), quan l'autoritat del Temple com únic lloc hàbil pel sacrifici va ser establerta per primera vegada; i l'extracte Sacerdotal, compost durant el temps d'Esdres i Nehemies, que lideraren els jueus durant la captivitat de Babilònia a mitjans del segle v aC, i que mostra el domini del Temple i dels sacerdots davant l'absència de monarquia. D'acord amb aquest esquema, els capítols 20 a 23 i 34 de l'Èxode van ser escrits pels Iahvistes i "poden ser vistos com el document que marcà el punt d'inici de la història religiosa d'Israel". El capítol 5 del Deuteronomi mostraria l'intent de Josies d'enllaçar els documents produïts a la seva cort amb l'antiga tradició mosaica. Durant les dècades posteriors a Wellhausen, molts investigadors han intentat polir les hipòtesis documentals, per exemple identificant els diferents extractes de les fonts iahvistes o elohistes. L'argument sempre ha estat que la religió israelita progressà cap a uns rituals cada cop més complexos i menys legalistes. Datar un text requereix en primera instància determinar fins a quin punt és ritual o legal.
Els primers historiadors crítics també creien que una altra tendència a la història de la religió va ser el progrés d'una preocupació amb el ritual cap a una preocupació vers l'ètica. Així, els primers hebreus es preocupaven pel sacrifici, mentre que els darrers profetes com Amós o Miquees estaven més preocupats per l'ètica; i aquesta tendència anunciava l'èmfasi de Jesús cap a l'amor. Segons aquest esquema, Deuteronomi 5 no representaria l'intent de Josies en identificar-se a si mateix amb la tradició mosaica; i Èxode 20, 2-17 és una interpel·lació del decàleg deuteronòmic a la narrativa iahvista. L'argument per aquesta forma dels Deu Manaments, que senyala els principis ètics només pot ser un desenvolupament posterior a la història de la religió israelita. Aquests estudiosos proposen que Èxode 34, 10-28 representarien els Deu Manaments originals que van ser revelats a Moisès al Sinaí a l'inici, a causa del seu èmfasi en el ritual.
En una anàlisi recent d'aquesta història, el Dr. Bernard Levinson argumentà que aquesta reconstrucció assumeix una perspectiva cristiana, i la data a la polèmica de Johann Wolfgang von Goethe contra el judaisme. Goethe afirmà que el cristianisme és més avançat que el judaisme perquè el cristianisme és una religió més ètica. Ell creia que les religions evolucionaven des del ritual fins a l'ètica, i que hom podia trobar proves d'aquesta evolució en la història de la religió israelita (de la mateixa manera que el cristianisme evolucionà des del ritualisme catòlic a la forma més èticament pura protestant). Goethe també afirmava que els Deu Manaments revelats a Moisès al Sinaí haurien emfatitzat rituals, i que el decàleg ètic que els cristians reciten a les seves esglésies van ser compostos posteriorment, quan els profetes israelites havien començat a anunciar l'arribada del Messies, Jesucrist. El Dr. Levinson senyala que no hi ha cap prova a la Bíblia jueva o a fonts externes que recolzin aquesta conjectura. Conclou que aquesta moda entre els historiadors crítics representa la persistència de la polèmica conforme la successió del Judaisme al Cristianisme és part d'una història més llarga de progrés del ritu a l'ètica.
A la dècada de 1930, però, els historiadors que acceptaven les premisses bàsiques d'una autoria múltiple rebutjaren la idea d'una evolució ordenada de la religió israelita. Els crítics, en canvi, començaren a suposar que la llei i el ritual podien tenir la mateixa importància, prenent formes diferents en moments diferents. Això voldria dir que no hi hauria a priori un motiu per creure que Èxode 20, 2-17 i Èxode 34, 10-28 haguessin estat redactats en moments diferents de la història d'Israel. Per exemple, l'historiador crític John Bright data el text Iavista al segle x aC, però creu que expressa una teologia que ja hauria estat normalitzada en el període dels Jutges (en l'aliança tribal). Conclou en l'aliança del Decàleg com un element central en la convenció que faria que Israel es convertís en un poble, però veu els paral·lels entre Èxode 20 i Deuteronomi 5, juntament amb altres proves, com a motiu que és relativament proper a la seva forma original i d'origen mosaic.
Segons Bright, però, hi ha una important distinció entre el Decàleg i el "Llibre de l'Aliança" (Ex 21-23 i Ex 34, 10-24). El Decàleg, afirma, va ser modelat sobre els tractats feudals dels hitites i d'altres imperis mesopotàmics, la qual cosa representa la relació entre Déu i Israel com la relació entre Rei i vassall, i dona forma a aquest contracte. Vist com un tractat més que no pas un codi legal, el seu propòsit no era tant la regulació dels afers humans com definir l'abast del poder reial. Julius Morgenstern afirma que Èxode 34 és diferent del document Iavista, identificant-lo amb les reformes del rei Asa del 899 aC. Bright, però que igual que el Decàleg aquest text té els seus orígens a l'època de l'aliança tribal. El Llibre de l'Aliança, remarca, té una gran semblança als codis legals mesopotàmics (com el Codi de Hammurabi. Argumenta que la funció d'aquest llibre és moure del reialme del tractat al reialme de la llei: el "Llibre de l'Aliança" (Ex 20-23; 34), que no és una llei oficial estatal, però és una descripció del procediment judicial israelita en el temps dels Jutges, és el millor exemple d'aquest procés. D'acord amb Bright, llavors, aquest cos legal també és anterior a la monarquia.
D'acord amb el crític Yehezkel Kaufmann, el Decàleg i el Llibre de l'Aliança representen dues maneres de la manifestació de Déu a Israel: els Deu Manaments prenen la forma arcaica de dues taules de pedra conservades a l'Arca de l'Aliança, mentre que el Llibre de l'Aliança va mantenir una forma oral per ser recitat pel poble (Kaufman el data als temps de Josies): Èxode 25-31 descriu els plans per la construcció de l'Arca de l'Aliança, d'un tabernacle on l'Arca serà conservada, un altar i l'establiment d'un sacerdoci per supervisar els sacrificis.

## Divisió dels Manaments segons les diverses religions
El passatge de l'Èxode 20 conté més de deu imperatius, totalitzant-ne 14 ó 15 en total. Mentre que la mateixa Bíblia assigna el compte en 10, emprant la frase hebrea aseret had'varim ("les 10 paraules", "afirmacions" o "pensaments"), aquesta frase no apareix a l'Èxode 20. Les diverses religions judeocristianes separen els manaments de diferent manera. La següent taula senyala aquestes diferències
| Manament                                        | Judaisme (Talmúdic)* | Anglicana, Reformada i d'altres cristianes | Ortodoxa i altres cristianes | Catòlica i Luterana** |
| ----------------------------------------------- | -------------------- | ------------------------------------------ | ---------------------------- | --------------------- |
| Jo soc el Senyor, el teu Déu                    | 1                    | prefaci                                    | 1                            | 1                     |
| No tinguis cap altre déu fora de mi             | 1                    | 1                                          | 1                            | 1                     |
| No et fabriquis ídols                           | 2                    | 2                                          | 2                            | 1                     |
| No juris en fals pel nom del Senyor             | 3                    | 3                                          | 3                            | 2                     |
| Recorda't de consagrar-me el repòs del dissabte | 4                    | 4                                          | 4                            | 3                     |
| Honra el pare i la mare                         | 5                    | 5                                          | 5                            | 4                     |
| No matis †                                      | 6                    | 6                                          | 6                            | 5                     |
| No cometis adulteri                             | 7                    | 7                                          | 7                            | 6                     |
| No robis ††                                     | 8                    | 8                                          | 8                            | 7                     |
| No acusis ningú falsament                       | 9                    | 9                                          | 9                            | 8                     |
| No desitgis ‡ la dona d'un altre                | 10                   | 10                                         | 10                           | 9                     |
| No desitgis ‡ res del que pertany a un altre    | 10                   | 10                                         | 10                           | 10                    |

Notes:
| *  | La "Divisió Talmúdica" és la separació feta pel Judaisme modern, i data del segle iii. La "Divisió Filònica", que data del segle i, apareix als escrits de Filó i de Flavi Josep. Acaben el primer Manament després del tercer verset, i el segon Manament ocupa els versets 4 a 6, semblant a com fan la majoria dels Protestants (no Luterans) i l'Església Ortodoxa Oriental.                                                                                                  |
| ** | Algunes esglésies Luteranes fan servir una divisió lleugera del Novè i del Desè Manament (9. No cobejaràs la "casa" del teu veí; 10. No cobejaràs la dona del teu veí, ni els seus treballadors, ni el seu bestiar, ni res del que li pertany). |
| †  | L'Església Catòlica fa servir la traducció "matar". |
| †† | Fonts dins del judaisme afirmen que aquesta és una referència al segrest, mentre que a Levític 19, 11.13 és la referència explícita a la subtracció de la propietat Aquesta visió es basa en l'Hermenèutica Talmudica coneguda com a דבר הלמד מעניינו " davar ha-lamed me-inyano " (literalment, "quelcom provat pel context"), per la qual aquesta ha de referir-se a una ofensa capital, de la mateixa manera que els dos manaments anteriors es refereixen a ofenses capitals. |
| ‡  | Investigadors recents proposen que "prendre" pot ser millor per chamad que "desitjar". |

## Interpretacions religioses

### Judaisme

#### Les Dues Taules
L'orde dels Manaments en les dues taules és interpretada de diferent manera en la tradició judaica. El Rabbi Hanina ben Gamaliel diu que cadascuna de les taules contenia cinc Manaments, "però els Savis deien deu a una taula i deu a l'altre". Com que els Manaments establien un contracte, és obvi que estiguessin per duplicat. Això pot comparar-se als tractats diplomàtics de l'antic Egipte, on es feia una còpia per a cada part.
D'acord al Talmud, el compendi de la Llei Rabínica, a la tradició i a la interpretació, el verset Moisès va baixar de la muntanya amb les dues taules de l'aliança a les mans. Estaven escrites per tots dos costats, implica que el gravat estava per tota la taula. Les pedres de la part central d'algunes cartes no estaven connectades amb la resta de la Taula, però no van caure. A més, l'escriptura era llegible per ambdós costats; no era una imatge reflectida del text a l'altre costat. El Talmud observa ambdós fenòmens com a miraculosos.

#### Divisió tradicional i interpretació
D'acord al Séfer ha-Hinnukh medieval, els primers quatre Manaments es refereixen a la relació entre Déu i els homes, mentre que els sis següents es refereixen a les relacions entre els homes. La literatura rabínica afirma que els Deu Manaments de fet contenen 14 o 15 manaments
1. "Jo soc el Senyor, el teu Déu que t'he fet sortir del país d'Egipte, la terra on eres esclau. No tinguis cap altre déu fora de mi..."
Aquest manament és per tenir present que el Déu d'Israel existeix i influeix tot el que passa a la terra,[41] i és l'objectiu de la redempció d'Egipte pel que seran els seus fidels (Raixí). Requereix el reconeixement del Déu Únic d'Abraham, Isaac i Jacob, i nega l'existència de déus falsos.
2. "No et facis cap imatge del que hi ha dalt al cel..."
Prohibeix la construcció d'ídols a imatge de les coses creades (bèsties, peixos, ocells, gent) i adorar-los (aniconisme). També prohibeix fer una imatge del Déu d'Israel per adorar-lo (vegeu l'incident del vedell d'or).
3. "No juris en fals pel nom del Senyor..."
Prohibeix fer falsos juraments en el nom del Déu d'Israel, especialment aquells que són insubstancials, que no són sincers o que no es portaran a terme.[42]
4. "Recorda't de consagrar-me el repòs del dissabte" 
El setè dia de la setmana és anomenat Sàbat i és sant, car és el dia en què Déu acabà l'activitat durant la Creació.[43] L'aspecte de zachor (recorda't) es porta a terme manifestant la grandesa del dia (kiddush), celebrant tres àpats festius i dedicant-se a l'estudi de la Torà i activitats agradables. L'aspecte de shamor (observa, segons es diu al Deuteronomi) es realitza abstenint-se de qualsevol activitat productiva (els 39 melachot) durant el Sàbat.
5. "Honra el pare i la mare…"
L'obligació d'honorar els pares és una obligació que hom deu a Déu i compleix aquesta obligació mitjançant les accions que es fan vers els pares.[44]
6. "No matis"
Matar un ésser humà és un pecat capital.[45]
7. "No cometis adulteri."
L'adulteri és definit com una relació sexual entre un home i una dona casada que no és la seva esposa.[42]
8. "No robis."
D'acord al Talmud,[46] aquest manament es refereix al segrest i no a prendre una propietat material, car el robatori de la propietat és prohibit a tot arreu[34] i no es considera com una ofensa capital. En aquest context s'hauria de prendre com a "no segrestaràs".
9. "No professaràs fals testimoni contra el teu veí"
Hom no ha de presentar un fals testimoni en un jutjat o en qualsevol altre procediment.
10. "No cobejaràs l'esposa del teu veí"
Es prohibeix desitjar i planejar com obtenir el que Déu ha donat a un altri. Maimònides distingeix entre codificar les lleis entre la instrucció donada en l'Èxode (No cobejaràs) i la donada en el Deuteronomi (No desitjaràs), en el sentit que hom no viola el manament de l'Èxode llevat que hi hagi una acció física associada al desig, fins i tot quan es compra legalment un objecte envejat.

#### Significació del Decàleg
Els Deu Manaments no reben cap gran significació en l'observació o cap estatus especial. De fet, quan l'èmfasi va decaure, la seva recitació en comunitat va abandonar-se. La tradició jueva, això no obstant, els reconeix com la base teològica per la resta de Manaments; realitzant-se nombrosos treballs (iniciant-se amb el Rabí Saadia Gaon) agrupant els manaments d'acord amb els seus lligams amb els Deu Manaments.
La tradició rabínica jueva creu que l'observació d'aquests manaments i dels altres mitzvot són requerits únicament pels jueus, i les lleis referides a la humanitat en general estan esbossats a les set Lleis de Noah (diverses de les quals se sobreposen als Deu Manaments). A l'època del Sanedrí, transgredir qualsevol dels sis dels Deu Manaments teòricament comportava la pena de mort, les excepcions eren el Primer Manament, honorar els pares, pronunciar el nom de Déu en va i cobejar, encara que això era rarament aplicat a causa d'un gran nombre de proves requerides imposades per la llei oral.

#### Ús als rituals jueus
La Mixnà recorda que la pràctica al Temple era recitar els Deu Manaments cada dia abans de llegir el Xemà (com s'afirma al papir Nash del 150 aC); però aquesta pràctica va abolir-se a les sinagogues per no donar arguments als heretges que afirmaven que era l'únic important de la Llei Jueva.
En el curs de lectura habitual de la Torà, els Deu Manaments es llegien en dues ocasions a l'any: la versió de l'Èxode a paraixat Yitró, entre gener i febrer; i la versió del Deuteronomi a paraixat Va-ethannan, entre agost-setembre. A més, la versió de l'Èxode constitueix la lectura principal de la Torà al festival de Xavuot. Era un costum generalitzat que la congregació estigués dreta mentre que es llegien.
A les Bíblies impreses els Deu Manaments porten dos jocs de senyals de cantilació. El taam elyon (accentuació superior) que marca cada Manament en un vers separat és usat per a la lectura pública de la Torà, mentre que el taam tahton (accentuació inferior), que divideix el text en versos encara més llargs, s'empra per a la lectura privada o el seu estudi. A les Bíblies jueves les referències als Deu Manaments són Èxode 20, 2-14 i Deuteronomi 5, 6-18.

### Samaritans
El Pentateuc Samarità varia als passatges dels deu manaments, tant que en la versió del Deuteronomi Samarità el passatge és molt més proper que a l'Èxode, i hi ha un manament sobre la Santedat del Mont Gerizim.

### Cristianisme

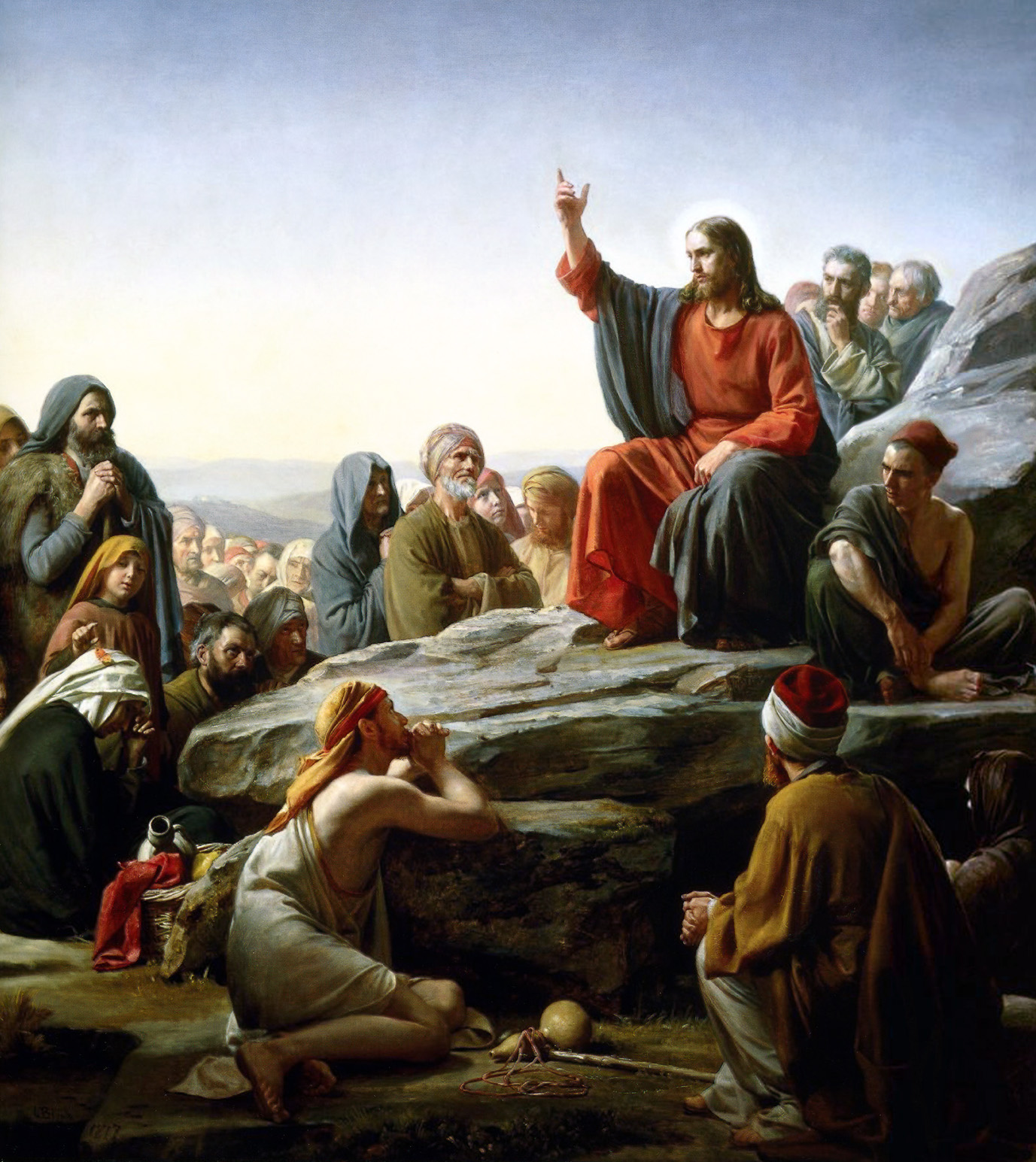
Els cristians creuen que Jesús és el mitjancer de la Nova Aliança (vegeu Hebreus 8, 6). El Sermó de la Muntanya és considerat per molts estudiosos cristians com l'antitipus de la proclamació dels Deu Manaments feta per Moisès (l'Antiga Aliança).